# Parco nazionale di Sariska
Il parco nazionale di Sariska è un'area naturale protetta indiana che si trova nel Rajasthan. È stato istituito nel 1982, ma già dal 1958 esisteva nell'area un Santuario della fauna selvatica (Wildlife Sanctuary). Dal 1979 è diventato una  riserva della tigre. Occupa una superficie di 492,00 km², che arriva a 800 km² sommando le varie aree di protezione. 

Il parco è stato creato a tutela di alcune specie importanti come la tigre, il leopardo indiano, il gatto della giungla e la iena striata. Sono presenti inoltre il nilgai, il cervo sambar ed il cervo pomellato.